# 同和太种畜场
同和太种畜场，是中国内蒙古自治区巴彦淖尔市乌拉特中旗下辖的一个乡镇级行政单位。

## 行政区划
同和太种畜场共辖以下地区：
乌兰伊日格分场村、毛盖图分场村、牧业分场村、总场村。